# Psicodália
O Festival Psicodália é um festival de música independente e artes, voltado principalmente para o rock e suas vertentes como folk e rock progressivo/rock psicodélico, porém flerta também com outros estilos, como jazz, blues, clown music, hard rock, soul, música indiana e rock rural. Desde 2005, o festival ocorre anualmente, geralmente alternando entre o Réveillon e o Carnaval, abstendo-se da tradição carnavalesca. O evento foi sediado por muitos anos no município de Rio Negrinho (SC) e a partir da edição de 2024 passou a ocorrer na Serra Catarinense, em Rio Rufino/SC, na Fazenda Estância do Paredão.  
O Psicodália conta em sua maioria com bandas da região sul do Brasil, havendo sempre atrações especiais de artistas consagrados. Além de música, são promovidas outras atividades como oficinas que envolvem temas ligados à arte (dança, artesanato), ecologia e saúde, exibição de filmes, peças de teatro, recreação infantil e adulta, exposições, bazar, entre outras. A consciência ecológica e comunitária também fazem parte da proposta deste evento. Os participantes ficam acampados numa grande área na zona rural do município, onde é montada a estrutura do evento.

## História

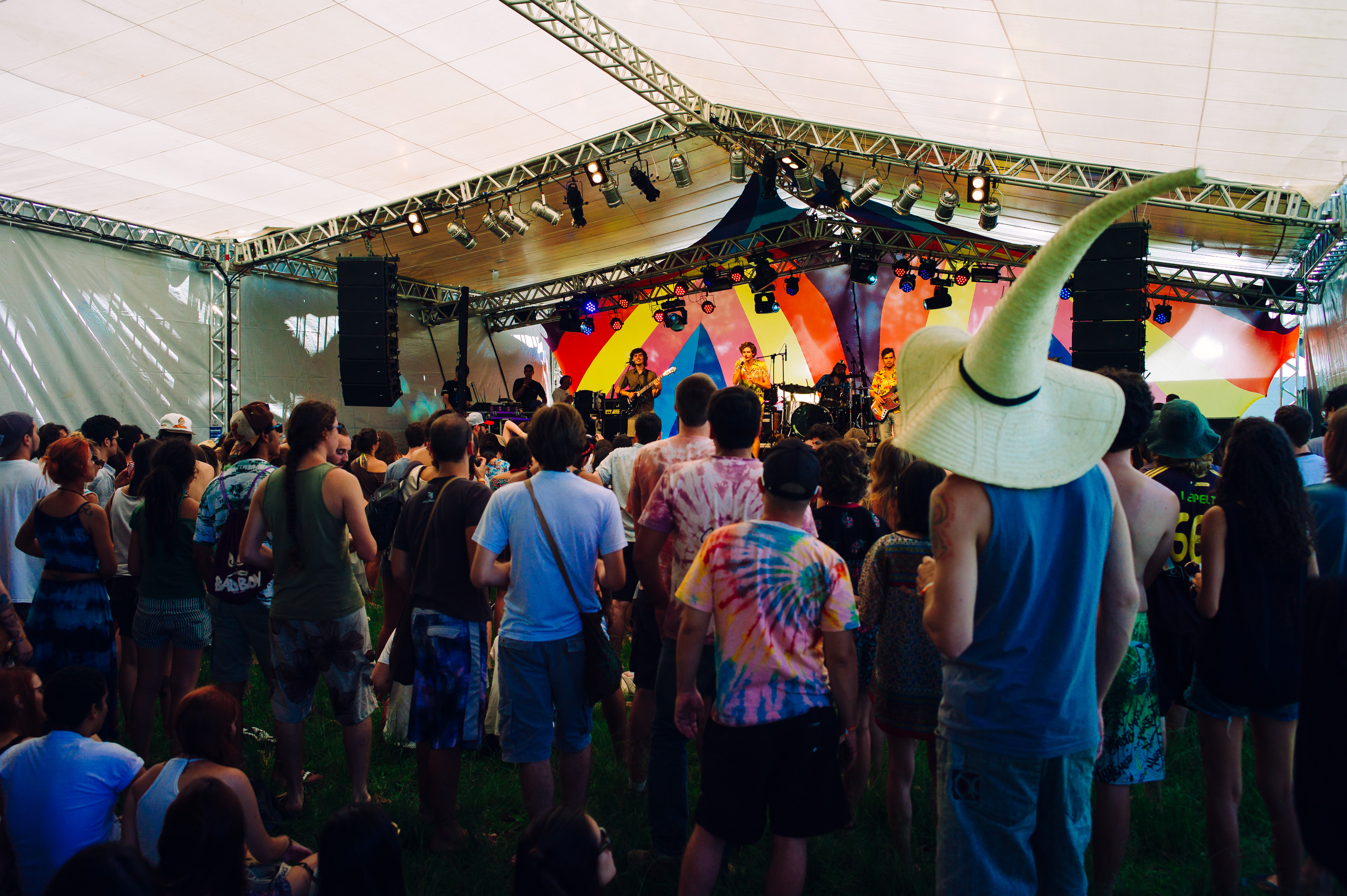
Psicodália 2014

O Festival Psicodália teve início em 2001 com o projeto piloto Angrastock em Angra dos Reis (RJ). O objetivo inicial era criar espaço para que bandas independentes e de qualidade pudessem divulgar seu trabalho. A primeira edição contou com cerca de 50 participantes.
Nos anos seguintes foi criado o Movimento Psicodália e festivais melhor organizados começaram a ser realizados por Alexandre Osiecki, Manuela Santana, Fábio Allegretti, Julianna Henriques, além de vários amigos cuja ajuda foi essencial para que o Psicodália se concretizasse. A sede do evento foi transferido para o município de Lapa (PR), espaço que contava com área de camping, um palco simples, cachoeira e estrutura simples. Até 2005, as edições eram alternadas com festivais de inverno na cidade de Antonina (PR), que continha alojamento coberto para até 200 pessoas, portaria, banheiros, restaurante, lanchonete e bar aberto.
Entre 2006 e 2009, o Psicodália foi realizado anualmente em uma chácara de São Martinho (SC). O local oferecia toda a estrutura necessária para receber até 3.000 pessoas. Contava com pousada, restaurante colonial, cantina, lanchonete, bares, estacionamento, portaria 24 horas, área de shows coberta, três áreas de camping e banheiros. Nesse período a rádio Kombi foi criada para transmitir música e informações diariamente na área do festival, e o lixo gerado pelo evento era recolhido com a seleção de materiais reciclados. As principais atrações dessas edições foram Patrulha do Espaço (2006), Sérgio Dias (2007), Casa das Máquinas (2008), e Som Nosso de Cada Dia e Pata de Elefante (2009).
De 2010 a 2918 o evento era sediado na fazenda Evaristo, localizada na estrada dos Bugres do município de Rio Negrinho (SC). O local possui 300.000 metros quadrados de área verde (com lagoas, trilhas, cascata), e conta ainda com 3 palcos (com cobertura para o público), praça de alimentação, saloon e bares diversos, mercearia, banheiros, tirolesa, unidade móvel de saúde, cinco áreas de camping e estacionamento para bicicletas, carros, motos, ônibus e motorhome.
Desde 2024, o Psicodália ocorre na Serra Catarinense, no município de Rio Rufino/SC, cidade com aproximadamente 3 mil habitantes. O local é uma área de 500 mil m², dos quais 70% são de mata nativa preservada. A fazenda possui rios, lagoas, paredões de escalada e cachoeira. O evento segue oferecendo praça de alimentação 24 horas, recreação infantil, áreas de camping, estacionamento, área dedicada para veículos de hospedagem, banheiros, cozinha comunitária, áreas de shows coberta, bares, portaria 24 horas, unidade móvel de saúde e mercearia. É possível entrar no festival com alimentos e bebidas, desde que destinadas ao consumo próprio. As principais atrações da edição de 2024 são: Manu Chao, Mateus Aleluia, Chico César, Juçara Marçal, Filipe Catto, Casa das Máquinas, Black Pantera, Confraria da Costa, Sur Oculto (Arg), Ava Rocha e outros. 
O festival possui um setor específico de Sustentabilidade, responsável por projetos de apoio à comunidade e economia local, redução de emissão de carbono, conservação da água, gestão de resíduos sólidos, redução de resíduos, proteção ao meio ambiente e educação e comunicação ambiental. Outro setor de destaque é o de Ações Afirmativas, com o objetivo de ampliar a participação de pessoas diversas, através de recursos de acessibilidade e entradas gratuitas ou com valor reduzido para pessoas negras (pretas e pardas), indígenas, trans, travestis, pessoas com deficiência e mães solo.  
O Psicodália atrai em torno de 5.000 pessoas a cada edição, tem o respeito da cena cultural do eixo sul e cobertura da imprensa regional. O objetivo inicial do grupo se tornou ainda mais consistente e se expandiu. Atualmente a visão geral é desenvolver o cenário musical, tornando-o mais profissional e incentivando as bandas a produzirem mais e melhor. Ao mesmo tempo, propõe formação de público, preparando a audiência para ouvir músicas de bandas independentes e tornando-a mais crítica. Segundo um de seus organizadores: "O Movimento Psicodália é uma iniciativa que visa, além de integrar o público, descobrir novos talentos. Acreditamos que o incentivo à produção de música própria, numa época em que a indústria comercial domina o Mercado, seja de grande importância. Então, nos shows as bandas executam somente suas composições próprias, sem qualquer música 'cover'. O objetivo deste regulamento é incentivar as bandas a produzirem músicas próprias, fomentando o desenvolvimento do talento músico-teatral dos músicos e aproximando o público da essência das bandas. O Movimento Psicodália acredita que existem muitos artistas produzindo material de qualidade mas este trabalho não chega ao público pelo fato deles serem independentes".

## Edições

### Principais Atrações
| Principais atrações                | Principais atrações        | Principais atrações            |
| ---------------------------------- | -------------------------- | ------------------------------ |
| Alceu Valença (2013)               | Almir Sater (2014)         | Ave Sangria (2011)             |
| Blindagem (2010)                   | Blues Etílicos (2013)      | A Bolha (2012)                 |
| Casa das Máquinas (2008,2012,2017) | Di Melo (2014)             | Gong (2014)                    |
| Hermeto Pascoal (2013)             | Made in Brazil (2004,2014) | Moraes Moreira (2014)          |
| Os Mutantes (2010,2013)            | Patrulha do Espaço (2006)  | Paulinho Boca de Cantor (2012) |
| Sá & Guarabyra (2012)              | Sérgio Dias (2007)         | Som Nosso de Cada Dia (2018)   |
| O Terço (2011)                     | Terreno Baldio (2010)      | Tom Zé (2011,2014)             |
| Traditional Jazz Band (2011,2014)  | Wander Wildner (2014)      | Yamandu Costa (2014)           |

### Participações
| Bandas participantes de 2006 a 2014          | Bandas participantes de 2006 a 2014 | Bandas participantes de 2006 a 2014     |
| Nome                                         | Quant.                              | Anos                                    |
| -------------------------------------------- | ----------------------------------- | --------------------------------------- |
| Gato Preto / Confraria da Costa (PR)         | 8                                   | 2007 2008 2009 2010 2011 2012 2013 2014 |
| Plá (PR)                                     | 8                                   | 2006 2007 2008 2009 2010 2011 2012 2014 |
| Casa de Orates (SC)                          | 7                                   | 2006 2007 2008 2009 2010 2011 2012      |
| Goya (PR)                                    | 7                                   | 2006 2007 2008 2009 2011 2012 2013      |
| Sopro Difuso (PR)                            | 7                                   | 2006 2007 2008 2009 2010 2011 2014      |
| Cadillac Dinossauros (PR)                    | 6                                   | 2008 2009 2010 2012 2013 2014           |
| Electric Trip (RS)                           | 6                                   | 2007 2008 2009 2010 2011 2013           |
| Sopa (PR)                                    | 6                                   | 2006 2007 2008 2009 2010 2011           |
| O Sebbo (PR)                                 | 6                                   | 2006 2007 2008 2009 2010 2011           |
| Bandinha Di Dá Dó (RS)                       | 4                                   | 2009 2010 2012 2013                     |
| Davi Henn (PR)                               | 4                                   | 2011 2012 2013 2014                     |
| Calibrados (PR)                              | 3                                   | 2006 2007 2008                          |
| Skrotes (SC)                                 | 3                                   | 2013 2015 2016                          |
| O Conto (PR)                                 | 3                                   | 2009 2010 2011                          |
| Dingo Bells (RS)                             | 3                                   | 2012 2013 2014                          |
| Leandro Lopes                                | 3                                   | 2012 2013 2014                          |
| Pata de Elefante (RS)                        | 3                                   | 2009 2010 2012                          |
| Plástico Lunar (SE)                          | 3                                   | 2009 2010 2012                          |
| Seres Inteligíveis Vindos do Hiperurano (PR) | 3                                   | 2006 2007 2009                          |
| Terra Celta (PR)                             | 3                                   | 2011 2012 2013                          |
| Trem Fantasma                                | 3                                   | 2009 2010 2011                          |
| Variantes (SC)                               | 3                                   | 2006 2007 2008                          |
| Zé Trindade (MG)                             | 3                                   | 2009 2010 2011                          |

## Curiosidades
- Durante o festival, as compras são efetuadas com o Dália e o Psicocente (dinheiro oficial do evento).[4]
- O festival possui algumas expressões 'sui generis' repetidas a cada edição: o refrão de uma música da banda Bandinha Di Da Dó "Doce doce doce doce, doce doce doce, doce doce doce", o refrão da música Maracatu Atômico do Chico Science & Nação Zumbi: " Anamauê, auêia, aê"; o grito introdutório de Immigrant Song da banda Led Zeppelin, e o clássico "Wagneeeeeeeeeer!!!".[4][13]
- A edição de 2013 do festival Morrostock contou com a colaboração da equipe do Psicodália para o fornecimento de estrutura e ferramentas para alimentação, instalação completa para pizzaria e dois gerentes, além de distribuição de adesivos do Psicodália 2014, exibição de vídeos e exposição e venda de alguns itens do bazar Psicodália.[14]